# Dictyna nangquianensis
Dictyna nangquianensis là một loài nhện trong họ Dictynidae.
Loài này thuộc chi Dictyna. Dictyna nangquianensis được Hsen Hsu Hu miêu tả năm 2001.